# Lauren Holly
Lauren Holly Michael (n. 28 octombrie 1963, Bristol⁠(d), Pennsylvania, SUA) este o actriță americano-canadiană. Ea este cunoscută pentru rolurile sale ca adjunct șerif Maxine Stewart în Picket Fences TV series, rolul lui Mary Swanson în 1994 filmul Dumb & Dumber, ca și Jenny Shepard în serialul de televiziune NCIS. Ea a fost căsătorită cu actorul Jim Carrey, între anii 1996 - 1997.